# Поза сумнівом
Поза сумнівом (англ. Beyond Doubt) — науково-фантастичне оповідання Роберта Гайнлайна, опубліковане в квітні 1941 року журналом Astonishing Stories.
Пізніше включене до збірки «Поза основною лінією» (2005).

## Сюжет
Короткому сюжету передує витяг із статті професора Дж. Говарда Ерленмейера, який стверджує, що він вирішив таємницю статуй острова Пасхи, заявивши, що поза сумнівом, це релігійні артефакти.
На континенті Му, в провінції Лак, в місті Мурія йде передвиборча кампанія. Правлячому губернатору протистоїть кандидат від народа Талус. Робар, Клевум і Долф — працівники штабу Талуса. Кожен раз коли вони пропонують потенційно ризиковий крок в протистоянні компанії губернатора, їхній бос — голова штабу Орік, блокує їхні дії, стверджуючи, що Талус настільки благородний, що не дозволить цього.
Нарешті, вони вирішують розмістити великі карикатурні кам'яні статуї (з величезними носами і кажанячими вухами) губернатора на всіх виборчих дільницях в день виборів. Орік погоджується і повідомляє, що в нього є жрець, який занедорого забезпечить перенесення статуй на дільниці. Трійця йде в шинок, де зазвичай ошивається п'яниця і біглий жрець з Єгипту Кондор. Він у бігах через створення карикатури на свого головного жерця — теперішньої статуї Сфінкса.
Після щедрого частування Кондор згущує декілька сотень статуй по заданому малюнку. Коли трійця усвідомлює, що переміщення статуй на дільниці не відбудеться через зраду Оріка, то просить Кондора спробувати виконати це завдання. Але після переміщення декількох статуй, той засинає від сп'яніння.
Визнавши поразку, Клевум вигукує: «Я починаю думати, що владу на цьому острові тільки хороший землетрус зможе виправити».